# 林耀鋒 (臺灣)
林耀鋒 （？—？），字子穎，號星彩，又號敦巖，原籍晉江，艋舺歡慈市街人。清代歲貢，與陳維英、 張書紳、蘇袞榮、吳子光合稱「淡水五子:14。

## 生平
林耀鋒的家族以鹽業致富，家境富裕:25，道光三十年（1850年）選上歲貢:25。清代臺灣時常發生漳泉械鬥，大量難民湧入淡北地區，林耀鋒出資賑災，並將死無以葬之人埋葬。後賞六品頂戴:25。

## 著作
著有《觀象指南》，《易說諸書》等書，但均未付梓。:25-26